# Seven de China 2001
El Seven de China de 2001 fue la primera edición del torneo de rugby 7, fue el quinto torneo de la temporada 2000-01 de la Serie Mundial Masculina de Rugby 7.
Se disputó en la instalaciones del Yuanshen Stadium de Shanghái.

## Fase de grupos

### Grupo A
| Equipo       | Encuentros | Encuentros | Encuentros | Encuentros | Tantos  | Tantos    | Tantos     | Puntos |
| Equipo       | jugados    | ganados    | empatados  | perdidos   | a favor | en contra | diferencia | Puntos |
| ------------ | ---------- | ---------- | ---------- | ---------- | ------- | --------- | ---------- | ------ |
| Sudáfrica    | 3          | 3          | 0          | 0          | 129     | 7         | 122        | 9      |
| Fiyi         | 3          | 2          | 0          | 1          | 116     | 19        | 97         | 7      |
| China Taipéi | 3          | 1          | 0          | 2          | 34      | 101       | −67        | 5      |
| Malasia      | 3          | 0          | 0          | 3          | 7       | 159       | −152       | 3      |

Nota: Se otorgan 3 puntos al equipo que gane un partido, 2 al que empate y 1 al que pierda

### Grupo B
| Equipo     | Encuentros | Encuentros | Encuentros | Encuentros | Tantos  | Tantos    | Tantos     | Puntos |
| Equipo     | jugados    | ganados    | empatados  | perdidos   | a favor | en contra | diferencia | Puntos |
| ---------- | ---------- | ---------- | ---------- | ---------- | ------- | --------- | ---------- | ------ |
| Australia  | 3          | 3          | 0          | 0          | 164     | 7         | 157        | 9      |
| Inglaterra | 3          | 2          | 0          | 1          | 53      | 57        | -4         | 7      |
| Gales      | 3          | 1          | 0          | 2          | 38      | 95        | −57        | 5      |
| China      | 3          | 0          | 0          | 3          | 28      | 124       | −96        | 3      |

### Grupo C
| Equipo        | Encuentros | Encuentros | Encuentros | Encuentros | Tantos  | Tantos    | Tantos     | Puntos |
| Equipo        | jugados    | ganados    | empatados  | perdidos   | a favor | en contra | diferencia | Puntos |
| ------------- | ---------- | ---------- | ---------- | ---------- | ------- | --------- | ---------- | ------ |
| Nueva Zelanda | 3          | 3          | 0          | 0          | 147     | 5         | 142        | 9      |
| Argentina     | 3          | 2          | 0          | 1          | 74      | 43        | 31         | 7      |
| Japón         | 3          | 1          | 0          | 2          | 48      | 81        | −33        | 5      |
| Sri Lanka     | 3          | 0          | 0          | 3          | 5       | 145       | −140       | 3      |

### Grupo D
| Equipo        | Encuentros | Encuentros | Encuentros | Encuentros | Tantos  | Tantos    | Tantos     | Puntos |
| Equipo        | jugados    | ganados    | empatados  | perdidos   | a favor | en contra | diferencia | Puntos |
| ------------- | ---------- | ---------- | ---------- | ---------- | ------- | --------- | ---------- | ------ |
| Corea del Sur | 3          | 3          | 0          | 0          | 97      | 46        | 51         | 9      |
| Samoa         | 3          | 2          | 0          | 1          | 86      | 34        | 52         | 7      |
| Canadá        | 3          | 1          | 0          | 2          | 49      | 64        | −15        | 5      |
| Hong Kong     | 3          | 0          | 0          | 3          | 19      | 107       | −88        | 3      |

## Fase Final

### Cuartos de final
| 7 de abril | Sudáfrica | 24 - 7 | Inglaterra |  |  |

| 7 de abril | Corea del Sur | 26 - 7 | Argentina |  |  |

| 7 de abril | Nueva Zelanda | 19 - 5 | Samoa |  |  |

| 7 de abril | Australia | 5 - 0 | Fiyi |  |  |

### Semifinal
| 7 de abril | Sudáfrica | 40 - 10 | Corea del Sur |  |  |

| 7 de abril | Australia | 19 - 7 | Nueva Zelanda |  |  |

### Final
| 7 de abril | Sudáfrica | 12 - 19 | Australia |  |  |

| Bandera de Australia   |
| Campeón Australia      |
| 2º título del circuito |